# Omphalophana antirrhinii
Omphalophana antirrhinii là một loài bướm đêm thuộc họ Noctuidae. Nó được tìm thấy ở miền nam Pháp through all miền nam châu Âu (with the exception of the extreme phía tây của bán đảo Iberia), Corse, Sardegna towards miền bắc Iraq, miền tây Iran, Jordan và Israel.
Sải cánh dài 26–32 mm. Con trưởng thành bay từ tháng 3 đến tháng 5. Có một lứa một năm.
Ấu trùng ăn các loài Antirrhinum, Linaria, Cephalaria, Delphinium và Scabiosa.

## Phụ loài
- Omphalophana antirrhinii antirrhinii
- Omphalophana antirrhinii asiatica (Israel,...)